# Mount Alberts
Mount Alberts är ett berg i Antarktis. Det ligger i Östantarktis. Nya Zeeland gör anspråk på området. Toppen på Mount Alberts är 2 320 meter över havet, eller 302 meter över den omgivande terrängen. Bredden vid basen är 1,4 km.
Terrängen runt Mount Alberts är huvudsakligen bergig, men åt nordost är den kuperad. Trakten är obefolkad. Det finns inga samhällen i närheten. 